# Чико (Техас)
Чико (англ. Chico) — місто (англ. city) в США, в окрузі Вайз штату Техас. Населення — 946 осіб (2020).

## Географія
Чико розташоване за координатами 33°17′46″ пн. ш. 97°47′56″ зх. д. / 33.29611° пн. ш. 97.79889° зх. д. (33.296223, -97.799027).  За даними Бюро перепису населення США в 2010 році місто мало площу 3,70 км², уся площа — суходіл. В 2017 році площа становила 3,93 км², уся площа — суходіл.

## Демографія
Згідно з переписом 2010 року, у місті мешкали 1002 особи в 358 домогосподарствах у складі 258 родин. Густота населення становила 271 особа/км².  Було 406 помешкань (110/км²).
Расовий склад населення:
| - 91,5 % — білих - 0,7 % — корінних американців - 0,1 % — чорних або афроамериканців - 0,1 % — азіатів - 5,4 % — осіб інших рас |

До двох чи більше рас належало 2,2 %. Частка іспаномовних становила 13,1 % від усіх жителів.
За віковим діапазоном населення розподілялося таким чином: 28,4 % — особи молодші 18 років, 58,5 % — особи у віці 18—64 років, 13,1 % — особи у віці 65 років та старші. Медіана віку мешканця становила 35,5 року. На 100 осіб жіночої статі у місті припадало 100,0 чоловіків;  на 100 жінок у віці від 18 років та старших — 92,2 чоловіків також старших 18 років.
Середній дохід на одне домашнє господарство  становив 56 016 доларів США (медіана — 47 833), а середній дохід на одну сім'ю — 60 510 доларів (медіана — 57 500). Медіана доходів становила 41 875 доларів для чоловіків та 30 893 долари для жінок. За межею бідності перебувало 22,3 % осіб, у тому числі 40,4 % дітей у віці до 18 років та 8,7 % осіб у віці 65 років та старших.
Цивільне працевлаштоване населення становило 523 особи. Основні галузі зайнятості: роздрібна торгівля — 22,4 %, сільське господарство, лісництво, риболовля — 16,8 %, транспорт — 9,8 %, освіта, охорона здоров'я та соціальна допомога — 9,4 %.